# Harold Keller
Harold Paul Keller, né le 3 août 1921 et mort le 13 mars 1979, est un caporal des Marines des États-Unis qui est blessé au combat lors de la campagne de Bougainville pendant la Seconde Guerre mondiale. Lors de la bataille d'Iwo Jima, il fait partie de la patrouille qui capture le sommet du mont Suribachi et hisse le premier drapeau américain sur Iwo Jima le 23 février 1945. Il est l'un des six Marines qui ont hissé le plus grand drapeau de remplacement au sommet de la montagne le même jour, représenté sur la photographie emblématique de Joe Rosenthal Raising the Flag on Iwo Jima.

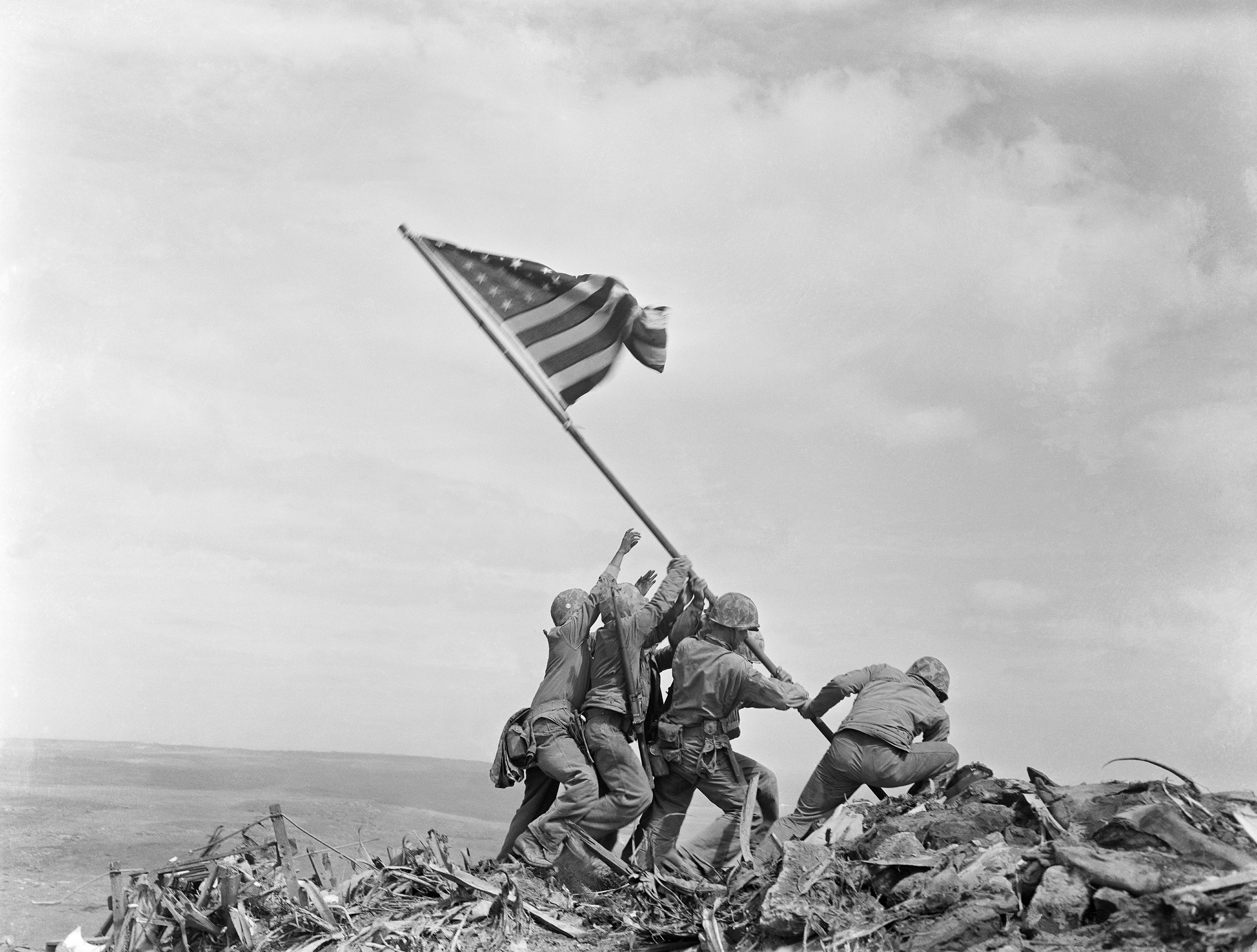
Raising the Flag on Iwo Jima, de Joe Rosenthal.

Le premier drapeau flottant au-dessus du mont Suribachi à l'extrémité sud d'Iwo Jima est considéré comme trop petit pour être vu par les milliers de Marines combattant de l'autre côté de la montagne, il est donc remplacé par le second. Bien qu'il y ait eu des photographies prises du premier drapeau flottant sur le mont Suribachi, il n'y a aucune photographie de Marines levant ce premier drapeau. Le deuxième lever de drapeau devient célèbre et prend le pas sur le premier lever après que des copies de la photographie soient apparues dans les journaux quelques jours plus tard. Le deuxième lever de drapeau a également été filmé en couleur.
Keller n'est pas reconnu comme l'un des leveurs de drapeau jusqu'à ce que le Corps des Marines annonce le 16 octobre 2019, après une enquête, qu'il figurait sur la photographie historique. Le Corps des Marines précise que Keller avait été identifié à tort comme le soldat de première classe René Gagnon. Keller est l'un des trois Marines sur la photo à ne pas y avoir été identifié à l'origine, avec Harlon Block et Harold Schultz.
René Gagnon, qui a porté le plus grand deuxième drapeau sur le mont Suribachi, a aidé à abaisser le premier mât et a enlevé le premier drapeau au moment où le deuxième drapeau était levé,. Des photos et des séquences vidéo montrent que la personne (Keller) que l'on croyait être Gagnon portait une alliance ; à l'époque, Keller était marié et Gagnon ne l'était pas. La personne (Keller) n'avait pas non plus de grain de beauté facial tandis que Gagnon si. Une photo du Marine Robert Campbell qui montre les deux drapeaux au sommet du mont Suribachi confirme enfin que Keller était en fait la personne que l'on croyait être Gagnon. Les identités des autres cinq leveurs de drapeau ont été confirmées. Comme Harold Schultz, Keller n'a jamais mentionné publiquement qu'il était un leveur de drapeau ou qu'il était sur la photo de son vivant.